# Касьян, Елена Валерьевна
Елена Валерьевна Касьян (21 ноября 1970, Львов, УССР, СССР — 14 июля 2019, Харьков, Украина) — украинская поэтесса, писательница, автор-исполнитель, автор блога «Пристальная». Лауреат Грушинского фестиваля 2009 года.

## Биография
Родилась и выросла во Львове. Стихи писала начиная со школьных лет. Самостоятельно научилась играть на гитаре. Училась на режиссёрском отделении Львовского культурно-просветительского училища (современное название — Львовский колледж культуры и искусств). Во время учёбы посещала клуб авторской песни под руководством Александра Львова. В 1992 году стала победителем фестиваля авторской песни в Черновцах.
Позже становилась лауреатом и дипломантом практически всех песенных фестивалей и конкурсов, где участвовала: Сумы (1993—2006), Минск (1995), Львовские брамы (1998), Национальных культур (Львов, 2003), Бахчисарай, Балаклава, Киев (2003), Гран-При в Тарту, Эстония (2015). В 2009 стала лауреатом Грушинского фестиваля. Выступала с концертами в городах Украины, России, Белоруссии, Израиля. Выступала также в дуэте с Тимофеем Сердечным и Павлом Гребенюком. Неоднократно была в составе жюри фестивалей авторской песни
Записала четыре альбома авторских песен: «Это просто весна» (1997), «Город-море» (2006), «До востребования» (2010), «Вслух» (2012).
В издательстве «Ахилл» (Львов) вышло четыре поэтических сборника: «До востребования» (2010), «Отправлено тчк» (2013), «Fragile» (2016) и «Седьмой почтовый» (2019). Книга «До востребования» вошла в лонг-лист «Русской премии» (2011) в номинации поэзия.
Стихи печатались в журналах «Октябрь», «Новый берег» «Аврора», «Ковчег», «Конец эпохи», «Белый ворон», «Русское слово», «45-я параллель», «Берлин. Берега»
Автор двух детских книг: «Фея по фамилии Дура» (2010, «Контакт-культура», Москва); «Самое важное желание» (2013, «Речь» Архивная копия от 26 июня 2022 на Wayback Machine, Санкт-Петербург), позже книги были переизданы издательством Утро на русском и украинском языке; серии рассказов ФРАМ (2008—2012, «Амфора»), сказки для взрослых «Легенда об одном» (2016, «Ахил»).
Короткая проза издавалась в сборниках «Уже навсегда», «Заповедник сказок», «Страшные истории о зеркалах», «Один мужчина, одна женщина».
По рассказам сняты несколько игровых и анимационных фильмов. Вместе с Евгенией Писаренко (Гомель) стала победителем кинофестиваля «Киты» (2015 г.) в номинации видеопоэзия. Книги рассказов «Фея по фамилии Дура» и «Самое важное желание» были озвучены детскими голосами в проекте Веры Кулигиной «Чудо-радио»
Песни на стихи Елены Касьян написали десятки авторов, в частности, рок-музыканты Сергей Галанин и Ольга Арефьева
С 1997 по 2012 год руководила львовским клубом авторской песни «Послушайте».
После шести лет борьбы с онкологическим заболеванием ушла из жизни 14.07.2019, в Харькове. Похоронена во Львове, на Сиховском кладбище.

…Думала ли ты о том, что мы не должны потреблять радость и свет, не производя ни того ни другого? Быть непонятным, мрачным и недооценённым — это довольно просто. Невероятно трудно быть добрым, ясным и открытым. И с возрастом этот труд становится для иных почти непосильным.
— Е. Касьян

Мы всё время в глухой обороне, мы вооружены до зубов.
Оттого нам друг другу не стать ни понятней, ни ближе.
Я хочу, чтобы всё, что я делаю, превращалось в любовь.
А иначе я смысла не вижу…
— Е. Касьян

Лена долго держалась на самом краю и слала нам оттуда сигналы. Несколько лет каждый её день был последним. И это, пожалуй, не менее ценный опыт, чем её волшебные стихи. Она дала пример мужества и того, как пережить даже то, что нельзя пережить… А у меня остался ряд песен на её стихи. Одну я успела аранжировать и записать прямо на айпаде. Ещё штук восемь ждут окна в моей огромной занятости.— О. Арефьева

## Дискография
- 1997. CD — «Это просто весна» (Львов)
- 2006. CD — «Город-море» (студия Вячеслава Климовича, Гомель) Архивная копия от 26 ноября 2022 на Wayback Machine
- 2010. CD — «До востребования» (студия Вячеслава Климовича, Гомель) Архивная копия от 26 ноября 2022 на Wayback Machine
- 2012. CD — «Вслух» (студия Вячеслава Климовича, Гомель) Архивная копия от 26 ноября 2022 на Wayback Machine[21]